# Maurice Schilles
Maurice Auguste Schilles (Puteaux, 25 febbraio 1888 – Suresnes, 20 dicembre 1957) è stato un pistard francese.

## Palmarès
Olimpiadi
- 2 medaglie:
  - 1 oro (tandem a Londra 1908)
  - 1 argento (5000 metri a Londra 1908)